# 欧特里沃 (纳沙泰尔州)
欧特里沃（法語：Hauterive，法語發音：[otʁiv] ⓘ）是瑞士納沙泰爾州的一个市镇，位於該國西部，面積2.12平方公里，海拔高度501米，2011年人口2,570，三成半人口信奉基督教，人口密度每平方公里1212人。